# Jordan Sarrou
Jordan Sarrou (Saint-Étienne, 9 december 1992) is een Frans mountainbiker.
Bij de beloften won Sarrou het Europees kampioenschap mountainbike in 2013 en 2014. Samen met de Franse ploeg won hij de teamrelay op het wereldkampioenschap mountainbike in 2014, 2015, 2016 en 2020. in 2020 won hij de wereldtitel op de cross-country bij de elite.

## Palmares
2012
 Wereldkampioenschap mountainbike, teamrelay
2013
 Frans kampioenschap mountainbike, beloften
 Europees kampioenschap mountainbike, beloften
 Wereldkampioenschap mountainbike, teamrelay
2014
 Frans kampioenschap mountainbike, beloften
 Europees kampioenschap mountainbike, teamrelay
 Europees kampioenschap mountainbike, beloften
 Wereldkampioenschap mountainbike, teamrelay
 Wereldkampioenschap, beloften
Super Besse
Roc d'Azur
2015
 Frans kampioenschap mountainbike
 Wereldkampioenschap mountainbike, teamrelay
2016
 Wereldkampioenschap mountainbike, teamrelay
KitzAlp Bike Festival
 Europese kampioenschappen mountainbike, teamrelay
2017
2e en 4e etappe Cyprus Sunshine Cup
Amathous
Saint Pompon
Chamberet
Montgenèvre
 Wereldkampioenschap mountainbike, teamrelay
2019
Leukerbad
 Frans kampioenschap mountainbike
 Wereldkampioenschap mountainbike, teamrelay
2020
 Frans kampioenschap mountainbike
 Wereldkampioenschap mountainbike, teamrelay
 Wereldkampioenschap mountainbike
 Europees kampioenschap, teamrelay